# Абандоничност
Абандоничност је осећање напуштености без рационалних разлога. Последица је трауматских искустава напуштања у детињству. Због тога се одликује сталним осећањем емоционалне „глади“ као и сменом облика понашања као што су: негативизам, снисходљивост, агресивност или претерана љубазност.